# Augusto Fraga
Augusto Fraga (Lisboa, 18 de setembro de 1910 – 6 de janeiro de 2000) foi um cineasta português.

## Biografia
Durante a década de 1930, foi jornalista, crítico e ilustrador cinematográfico; director da revista Cinéfilo (1938-1939); colaborador dos títulos Imagem, Animatógrafo e  Mundo Gráfico (1940-1941) com o artigo "Hollywood não faliu", nº 84 de 30 de Março de 1944. Nos anos 40 foi redactor de O Século, até ao encerramento deste jornal, e no suplemento Êxito do Diário de Lisboa. 
Entre 1946 e 1947 esteve em Espanha, onde realizou curtas-metragens e foi argumentista, actividade que prosseguiu na rádio na década de 1950.
Obtém grande sucesso com os filmes O Tarzan do 5º Esquerdo e Sangue Toureiro.
A partir de 1976 passou a escrever para o teatro de revista.

## Filmografia
Entre a sua filmografia encontram-se os filmes: 
- Traição Inverosímil (1970);
- As Ilhas do Meio do Mundo (Documentário) (1966);
- A Voz do Sangue (1965);
- Vinte E Nove Irmãos (1964);
- ABC a Preto E Branco (Documentário/curta) (1964);
- Uma Hora de Amor (1962);
- Um Dia de Vida (1961);
- Angola (Documentário) (1961);
- Raça (1961);
- Terra Ardente (Documentário) (1960);
- Terra Mãe (Documentário) (1960);
- O Passarinho da Ribeira (1958);
- Prisões de Vidro (Documentário) (1958);
- O Tarzan do 5º Esquerdo (1958);
- Sangue Toureiro (1958);
- Paisagem Atlântica (Documentário) (1947);
- Fado do Emigrante (Documentário) (1940).